# Reservofficersaspirant
Reservofficersaspirant är i Finlands försvarsmakt en beväring som utmärkt sig under den första tiden i underofficerskolan och således sänts till reservofficerskolan för att få en grundläggande officersutbildning. Aspiranten utövar sedan resten av sin värnplikt som högre befäl inom kompaniet eller batteriet, varefter han eller hon konstitueras till fänrik (landstridskraferna) eller underlöjtnant (marinen) i reserven. Därifrån kan han eller hon befordras enligt uträttade reservövningsdagar.